# Саболч-Сатмар-Берег
Саболч-Сатмар-Берег (угор. Szabolcs-Szatmár-Bereg) — медьє на північному сході Угорщини біля кордону зі Словаччиною, Україною та Румунією. Межує з медьє Гайду-Бігар та Боршод-Абауй-Земплен. Адміністративний центр — Ньїредьгаза.

## Історія
Медьє Саболч-Сатмар-Берег утворилося після Другої світової війни в результаті об'єднання двох довоєнних областей. До 1991 року медьє називалося Саболч-Сатмар.

## Адміністративний поділ
До складу медьє входить дванадцять районів.
| Яраш                      | Оригінальна назва            | Адм. центр     | Площа (км²) | Мешканців | Муніципалітетів |
| ------------------------- | ---------------------------- | -------------- | ----------- | --------- | --------------- |
| Бакталорантазський яраш   | Baktalórántházai kistérség   | Бакталорантаза |             | 35 638    | 19              |
| Вашарошнаменьський яраш   | Vásárosnaményi kistérség     | Вашарошнамень  |             | 32 038    | 27              |
| Загоньський яраш          | Záhonyi kistérség            | Загонь         |             | 20 002    | 13              |
| Ібрань-Надьгаласький яраш | Ibrány-Nagyhalászi kistérség | Ібрань         |             | 46 134    | 17              |
| Кішвардський яраш         | Kisvárdai kistérség          | Кішварда       |             | 75 201    | 17              |
| Матесалькський яраш       | Mátészalkai kistérség        | Матесалька     |             | 67 241    | 26              |
| Надькаллський яраш        | Nagykállói kistérség         | Надькалло      |             | 46 058    | 14              |
| Ньїрбаторський яраш       | Nyírbátori kistérség         | Ньїрбатор      |             | 45 204    | 20              |
| Ньїредьгазський яраш      | Nyíregyházai kistérség       | Ньїредьгаза    |             | 142 251   | 9               |
| Тисавашварський яраш      | Tiszavasvári kistérség       | Тисавашварі    |             | 37 888    | 10              |
| Фегердьярматський яраш    | Fehérgyarmati kistérség      | Фегердьярмат   |             | 39 679    | 49              |
| Ченгерський яраш          | Csengeri kistérség           | Ченгер         |             | 14 291    | 11              |

## Населені пункти

### Міста
- Адміністративний центр: Ньїредьгаза
- Бакталорантаза
- Балькань
- Вашарошнамень
- Вая
- Загонь
- Демечер
- Домбрад
- Ібрань
- Кемече
- Кішварда
- Мандок
- Маріапоч
- Матесалька
- Надькалло
- Надьгалас
- Надьєчед
- Ньїрбатор
- Ньїрлугош
- Ньїртелек
- Ракамаз
- Тисавашварі
- Тисалйок
- Уйфегерто
- Фегердьярмат
- Ченгер

### Селища
- Айяк
- Буй
- Гававенчелло
- Екерітофюльпеш
- Каллошем'єн
- Кьольче
- Левелек
- Мерк
- Ньїрбельтек
- Ньїрбогат
- Ньїрмада
- Ньїрмеддьєш
- Порчальма
- Тарпа
- Тисадоб
- Тужер
- Тьюкод
- Годас